# Zhugongdiao
Le zhugongdiao (chinois traditionnel : 諸宮調 ; pinyin : zhūgōngdiào), ou « chanson omnimodale », est un genre de ballade, avec accompagnement musical sur plusieurs modes, apparu sous la dynastie des Song du Nord (960-1127).

## Caractéristiques
Le zhugongdiao est le fruit de l'évolution de différents genres musicaux depuis les Tang. Ces genres, quand ils se présentaient comme une suite d'airs, étaient chantés sur un seul et même mode. C'est le cas des guzici (une suite de ci). Le zhugongdiao innove en ce qu'il utilise une succession d'airs sur différents modes. Un dénommé Kong Sanzhuan en serait l'inventeur. Originaire du Shanxi, il obtint du succès à la capitale, Bianliang (Kaifeng). On retrouve les zhugongdiao ensuite à Lin'an, la capitale de la dynastie des Song du Sud. En vogue sous la dynastie Jin et au début de la dynastie Yuan, ils finissent par disparaître à la fin des Yuan, avec la concurrence du théâtre : ce dernier, sous la forme du zaju, prolongement direct du zhugongdiao, naît en effet sous cette dynastie,.
Tout comme dans les genres de ballades des périodes précédentes, les zhugongdiao alternent passages en prose et passages chantés en vers. D'une suite de mélodies sur un même mode, on passait à une autre suite sur un mode différent, les brefs passages en prose faisant la transition. L'accompagnement instrumental se faisait surtout avec le tambour et les cliquettes, ou avec des instruments à cordes sous les Yuan. À la différence du théâtre, les airs sont chantés à la troisième personne, et non à la première,.

## Répertoire
La quasi-totalité du répertoire a disparu. Seuls trois zhugongdiao sont aujourd'hui connus.
Le Zhugongdiao sur Liu Zhiyuan (Liu Zhiyuan zhugongdiao) raconte l'histoire de Liu Zhiyuan (en), fondateur des Han postérieurs (947-950), l'une des Cinq Dynasties. Le personnage, d'humble extraction, retrouve après de nombreuses années, et après s'être remarié à la fille d'un général, sa première épouse. Il reste de ce zhugongdiao le début et la fin. La ballade date du xiie siècle ou du début du xiiie siècle. Elle est à l'origine de l'un des « quatre grands chuanqi (théâtre) » des Ming, la pièce du Lièvre blanc (zh),.
Le Zhugongdiao sur l'ère Tianbo (742-756) traite de l'histoire d'amour entre l'empereur Minghuang et sa concubine Yang Guifei. Seuls subsistent des passages en vers.
Le zhugongdiao intitulé Le Pavillon de l'aile ouest de maître Dong est le seul à avoir été conservé au complet. Il est l'œuvre d'un auteur par ailleurs inconnu, Dong Jieyuan, ou maître Dong. Il date des environs de 1200, sous la dynastie Jin. L'auteur s'est inspiré d'une nouvelle (chuanqi) des Tang, l'Histoire de Yingying de Yuan Zhen. L'histoire relate les amours d'un jeune lettré et d'une jeune fille, Yingying. Dans la nouvelle de Yuan Zhen, il s'agit d'une brève rencontre se terminant par une rupture. Dong Jieyuan l’adapte aux nécessités de la littérature orale et populaire. La longueur de l'histoire est considérablement amplifiée (cent quatre-vingt-onze séries d'airs sur quatorze modes musicaux), de multiples incidents ponctuent l'action. Le sens est complètement changé : dans le zhugongdiao, en dépit de la séparation des amants et contre la volonté de sa mère, Yingying fait tout pour que le couple soit à nouveau réuni, jusqu'au mariage final. Dans une société où les mariages étaient arrangés, l'histoire transformée par Dong Jieyun n'a pas manqué de susciter l'engouement. Le zhugongdiao a été adapté par Wang Shifu au théâtre (dans le style zaju) avec L'Histoire du pavillon d'Occident, dont certains passages sont quasiment recopiés de l'œuvre de maître Dong,.

## Traductions
- (en) Li-li Ch'en, Master Tung’s Western Chamber Romance, Cambridge, Harvard University Press, 1976
- (en) Milena Dolezelova, James I. Crump, Ballad of the Hidden Dragon (Liu Zhiyuan zhugongdiao 劉知遠諸宮調), London, Oxford University Press, 1971.